# 赫利姆法克西和斯基法克西

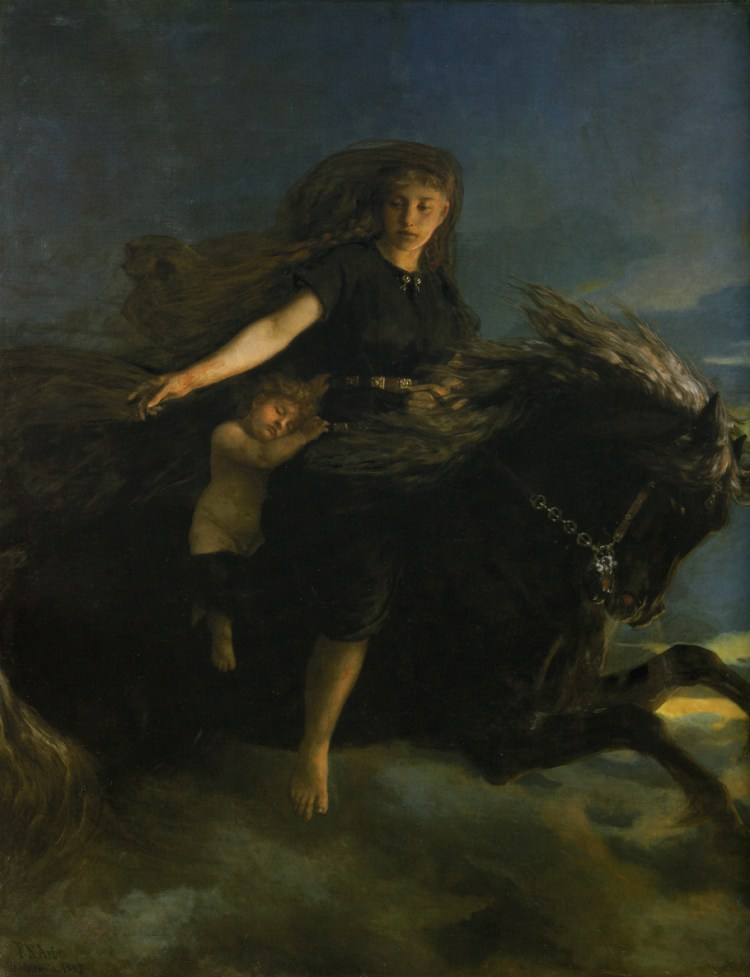
騎著馬的諾特。19世紀挪威畫家Peter Nicolai Arbo繪

赫利姆法克西（Hrimfaxi），是夜神諾特（Nott）的馬，其名字為「霜之馬」（rime mane 或 frost mane）之意。赫利姆法克西拉著載著諾特的黑車橫越天空，當他們出現在天際的時候，大地就進入夜晚。
斯基法克西（Skinfaxi），是日神達古（Dag）的馬，名字的意思是「光之馬」（Shining Mane），當達古騎著斯基法克西越過天際的時候，則大地進入白天。
日夜的交替是由馬來拉動這樣的信仰，有證據指出在北歐青銅時代就已經有了。